# Diabeł Boruta

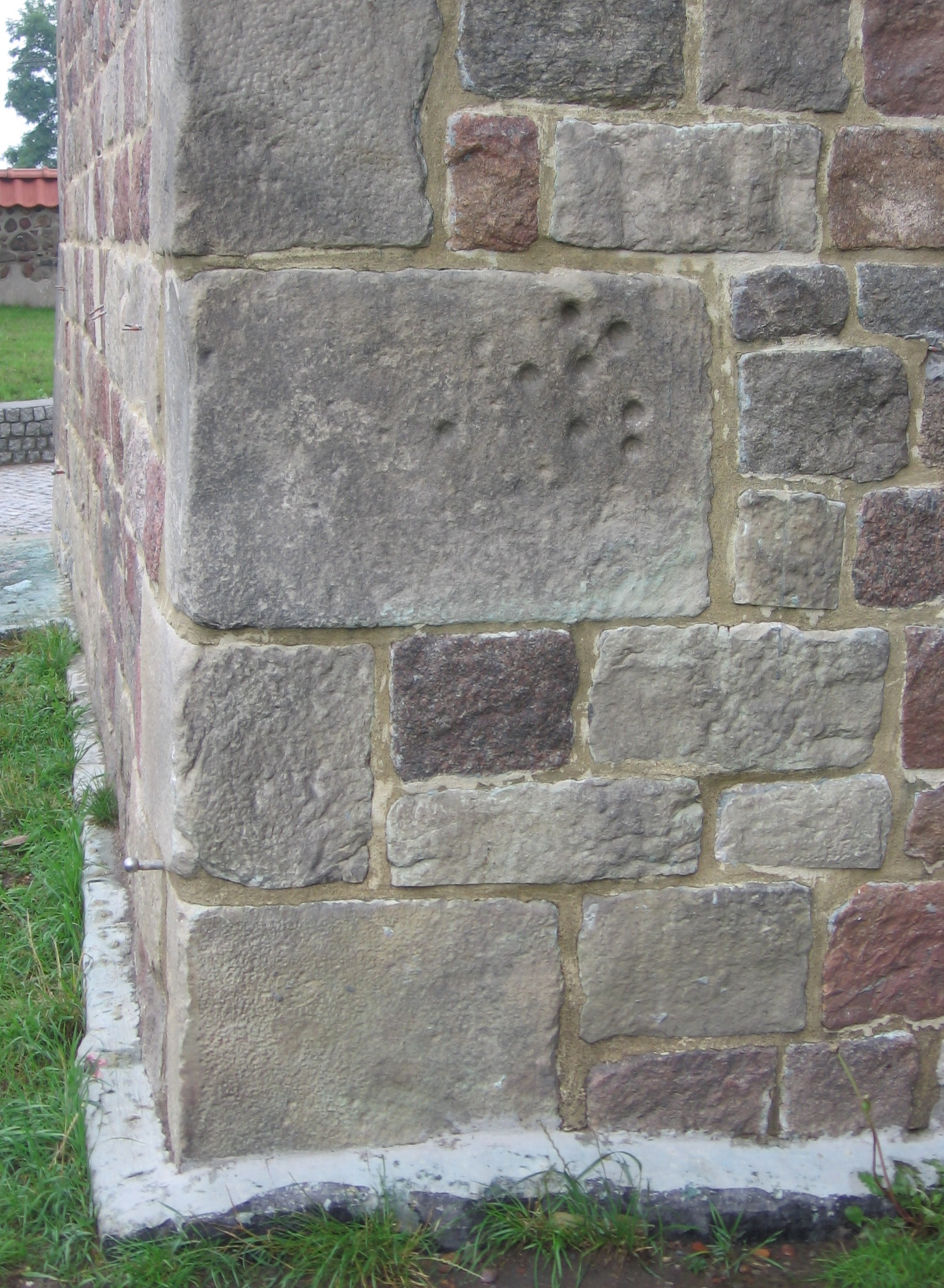
„Ślady Boruty” na murze wieży w Tumie

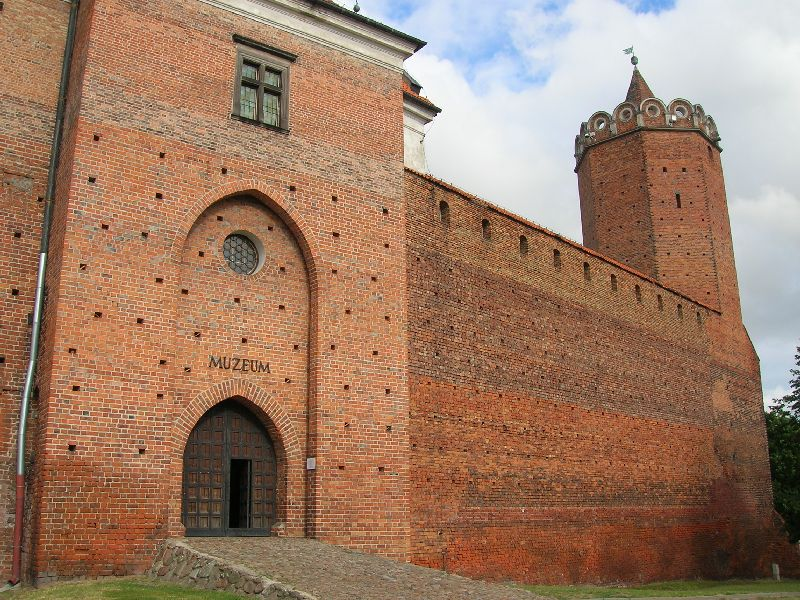
Zamek Królewski w Łęczycy, gdzie według legendy mieszka diabeł Boruta

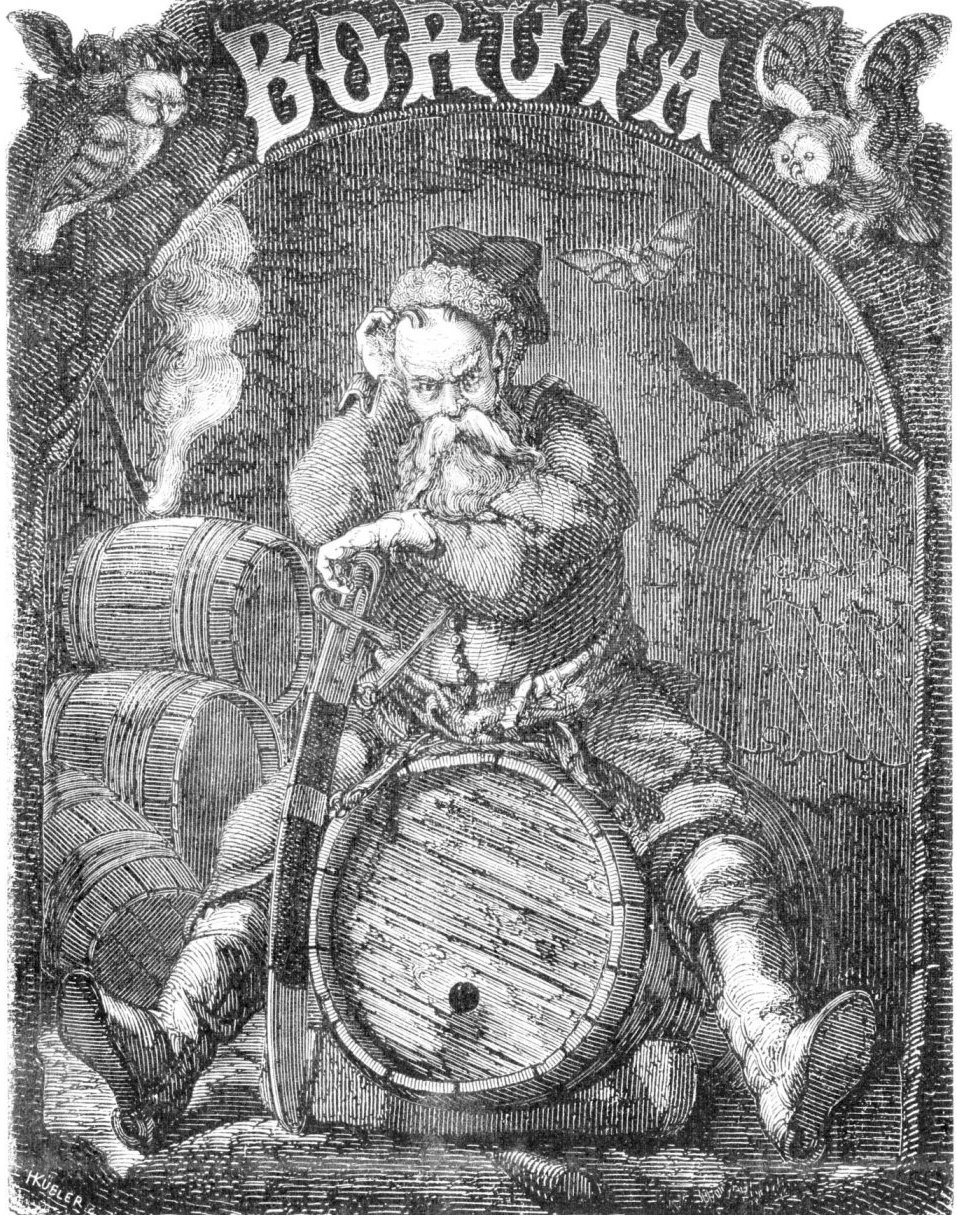
Diabeł Boruta w podziemiach Łęczycy. Drzeworyt z Tygodnika ilustrowanego według pomysłu J. Kossaka wykonany przez H. Kublera

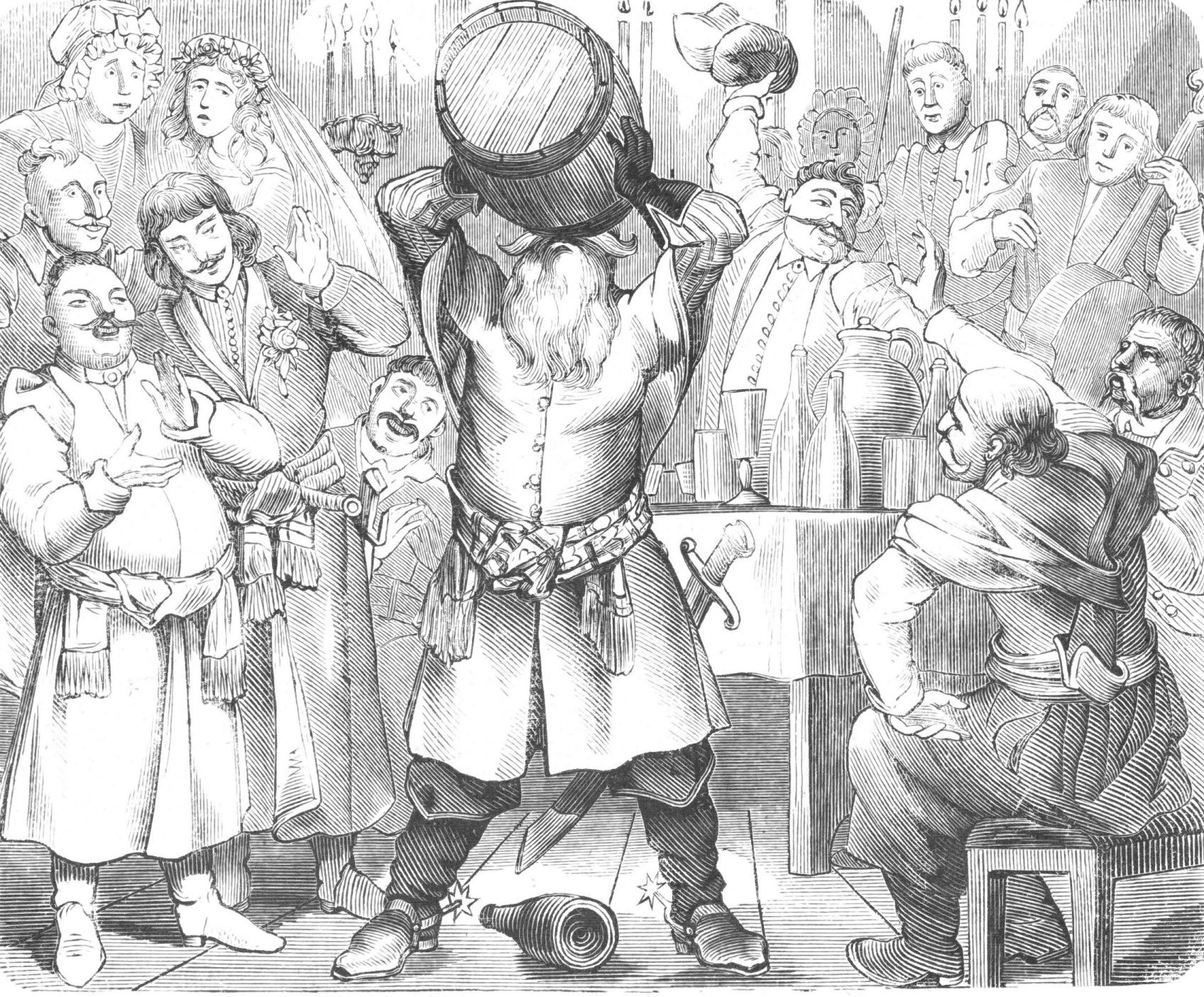
Boruta ubierał się i pił jak szlachcic. Pijatyka w zamku, podczas wesela. Drzeworyt z Tygodnika ilustrowanego według pomysłu J. Kossaka wykonany przez H. Kublera

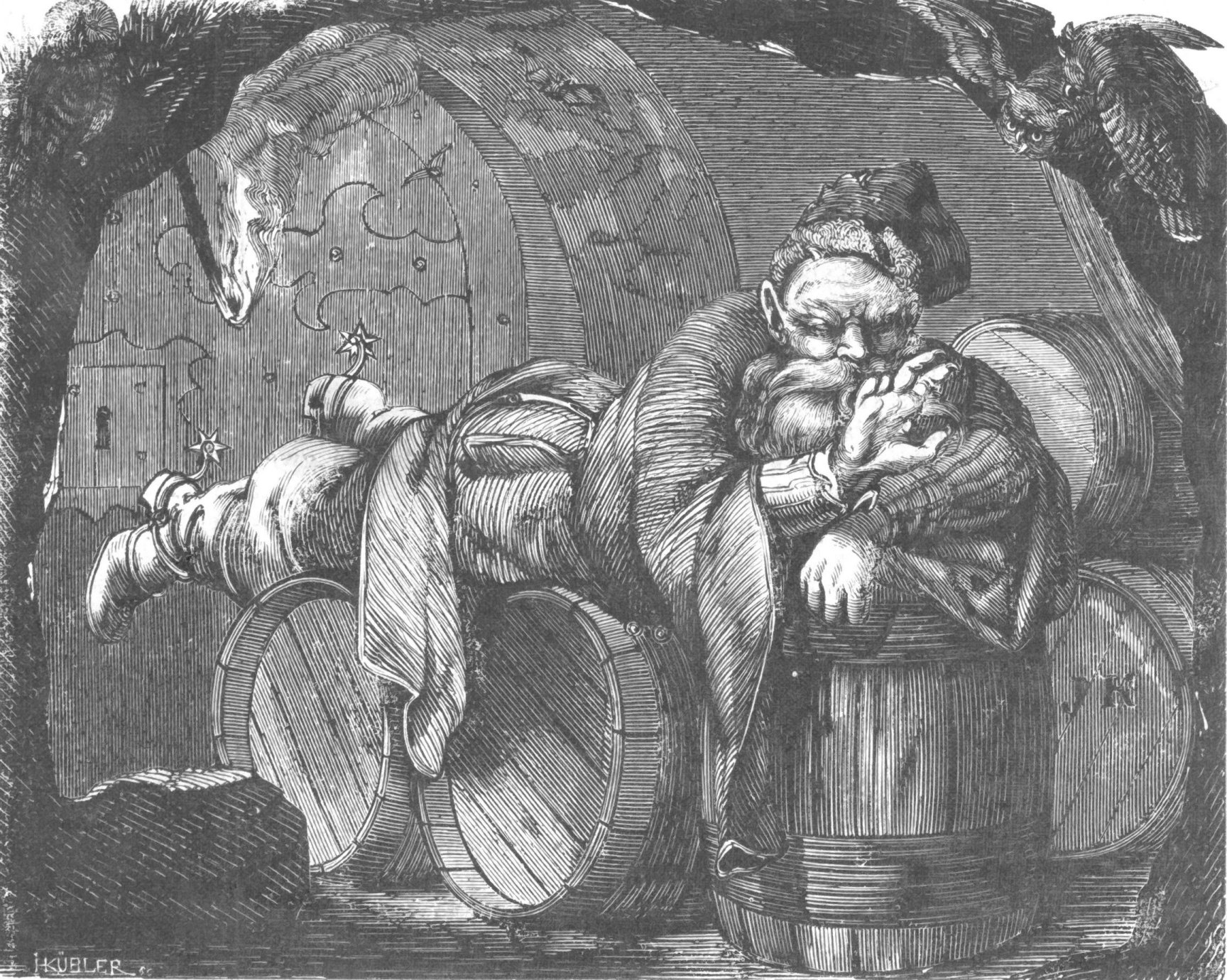
Boruta ssie ranę po odciętych w pojedynku palcach. Drzeworyt z Tygodnika ilustrowanego według pomysłu J. Kossaka wykonany przez H. Kublera

Diabeł Boruta, zwany też błotnikiem – fikcyjna postać, diabeł zamieszkujący podziemia zamku w Łęczycy. Boruty nie należy mylić z innym popularnym diabłem, Rokitą.

## Wygląd i charakter
Diabeł Boruta jest przedstawiany różnie. Według podań może on przybierać różne postacie. Typową i ulubioną, stąd najczęściej spotykaną postacią, jest Boruta szlachcic, zwany też Borutą tumskim lub Czarnym. Był to wysoki szlachcic z długimi, czarnymi wąsiskami, o czarnych oczach, ubrany w bogaty kontusz zakrywający ogon i czapkę zasłaniającą rogi.
Jednakże Boruta występował także pod innymi postaciami i był spotykany w różnych miejscach:
- jako ptak z ogromnymi skrzydłami (Boruta błotny – Błotnik) spotykany był na podłęczyckich łąkach i moczarach,
- jako wielka ryba z rogami (Boruta topielec), był widywany w wodach Bzury,
- jako szybki, czarny koń (Boruta koń) galopował nocami na okołołęczyckich polach, widziany również w Panoszowie, słychać było tętent kopyt i widziano na odcinku ok. 20 m sylwetkę pędzącego, pięknego konia,
- był również spotykany w Łęczycy, pod postacią sowy (Boruta sowa),
- jako wilk był spotykany w lasach,
- jako siedzący, zakapturzony mnich, trzymający w rękach błyszczący czajnik, widziany obok zapadłago zamczyska zbójeckiego w Panoszowie.

Pod postacią Boruty młynarza nawiedzał nocami okoliczne młyny. Rozdawał później zmieloną przez siebie mąkę biednym mieszkańcom miasta. Obecność tego diabła mógł też potwierdzać nagle zapalający się i szybko gasnący ogień. We wszystkich legendach poświęconych diabłu Borucie wykazuje się on dużą przebiegłością, sprytem oraz nadludzką siłą. Zazwyczaj ludzi przechytrza za pomocą swoich „diabelskich sztuczek”. Jednak w wielu legendach, objawia się też jako dobroczyńca, pomagający biednym.

## Legendy
Według legendy, Boruta pierwotnie był żyjącym w XIV wieku szlachcicem. Jego majątek ziemski oraz drewniany zamek znajdował się po zachodniej stronie zakola Liswarty w łąkach pomiędzy ówczesnymi wioskami: Ługami i Niwkami (współczesne nazwy tych miejscowości to Ługi-Radły i Panoszów), na co wskazują liczne wykopaliska archeologiczne. Około roku 1360, podczas budowy łęczyckiego zamku, król Kazimierz Wielki przejeżdżając w pobliżu, utknął w swej karecie na szerokich mokradłach. Silny młodzieniec o imieniu Boruta pomógł mu i w zamian za to otrzymał we władanie zamek. Istnieją legendy, iż Boruta przesiedlający się do otrzymanego zamku zabrał ze sobą garnek złota, ale ten był tak ciężki, że nie mógł go nieść, tylko go wlókł i w ten sposób wyrył koryto rzeki Liswarty.
Istnieje wiele wersji wyjaśniających jak Boruta stał się później diabłem. Ponoć w końcu XIV wieku książę mazowiecki miał powierzyć Borucie skarb, którego jednak nie zdołał odebrać. Dlatego do dziś w lochach zamku siedzi Boruta i pilnuje zdeponowanych skrzyń ze złotem. Kolejna z legend mówi, że Boruta razem z Rokitą udali się do karczmy znajdującej się w Łodzi, aby napić się tamtejszego piwa. Ich pragnienie było naprawdę wielkie i wypili wiele piw. Karczmarz tym faktem się zaniepokoił i zainteresował się tym, czy goście mają czym zapłacić. Powiedział im, że nie przyniesie kolejnego piwa, dopóki nie zapłacą za piwa, które wypili. Rokita się jedynie zaśmiał, rzucił na blat kilka złotych monet i zażądał, aby karczmarz przyniósł im więcej piwa. Gdy ten wrócił z kolejną porcją trunku i próbował podnieść złote monety rzucone przez diabła, okazało się, że palą one skórę żywym ogniem. Karczmarz jedynie krzyknął z bólu i usłyszał diabelski śmiech dochodzący z kłębów dymu unoszących się w miejscu, w którym jeszcze chwilę temu siedzieli jego goście. Piwo, które chwilę wcześniej przyniósł, było już wypite, a po monetach nie został żaden ślad.

## Geneza wierzenia[4]
Diabeł Boruta jest znany na ziemi łęczyckiej od bardzo dawna. Wywodzi się go od słowiańskiego demona, boruty (leszego, borowego), który miał mieszkać w zalesionych i bagnistych okolicach dzisiejszej Łęczycy. Borowy był strażnikiem lasów i opiekunem zwierząt leśnych oraz patronem myśliwych. Samo imię Boruta pochodzi od przeniesienia ludzkiego nazwiska na nazwę bór, w momencie ludyzacji postaci borowego. Uważa się też, że imię Boruta pochodzi od lasu sosnowego – po staropolsku sosna to właśnie boruta.
Po przyjęciu chrztu przez Mieszka I w 966 rozpoczęły się wyprawy misyjne mające na celu chrystianizację ludności. Chrześcijańscy księża przy nawracaniu Słowian utożsamiali postaci z ich wierzeń z diabłem. W ten sposób ludowy demon słowiański został diabłem Borutą. Myśliwi jednak wciąż składali ofiary przy sosnach po to, aby Boruta sprzyjał im w polowaniach. Dzięki nim Boruta przetrwał do dziś, chociaż jego wyobrażenie znacznie zmieniło się na przestrzeni dziejów. Dziś jest nie tylko bohaterem wielu legend, jest symbolem Łęczycy oraz symbolem Wojska Polskiego w Leźnicy.

## Boruta w literaturze
Pierwsza pisana opowieść o diable Borucie pochodzi z XVIII wieku i pojawia się w pamiętnikach biskupa Jana Nepomucena Kossakowskiego. Do literatury wprowadza go jednak Kazimierz Władysław Wóycicki, który w swojej opublikowanej w 1837 r. książce pt. Klechdy opisuje najbardziej znane legendy o Borucie. Kolejne legendy wydrukował w drugiej połowie XIX wieku Tygodnik Ilustrowany. W 1890 r. Boruta staje się bohaterem pięcioaktowego dramatu autorstwa Bronisława Grabowskiego oraz baśni scenicznej Lucjana Rydla pt. Zaczarowane koło. Współcześnie rzadko który zbiór opowieści, legend lub baśni dla dzieci i młodzieży nie zawiera opowieści o łęczyckim diable. Boruta jest inspiracją dla wielu rzeźbiarzy ludowych z regionu łęczyckiego. Wiele rzeźb przedstawiających Borutę w różnych wcieleniach, zebrano w muzeum mieszczącym się w zamku w Łęczycy. Oprócz pojedynczych figur często spotyka się również rozbudowane, wielopoziomowe prace, przedstawiające całe legendy z udziałem diabła.
W 2016 opowiadanie Wywiad z Borutą Łukasza Orbitowskiego i Michała Cetnarowskiego zdobyło Nagrodę im. Janusza A. Zajdla za ten rok.

## Filmy
Postać Boruty pojawiła się również w filmach stworzonych przez Allegro, znanych jako "Legendy Polskie". Aktorem, który wcielił się w tę postać, jest Tomasz Drabek.
- Legendy Polskie. Film Operacja Bazyliszek. Allegro
- Legendy Polskie. Film Jaga. Allegro
- Legendy Polskie. Film TWARDOWSKY 2.0. Allegro

## Muzyka
Postać Boruty pojawiła się również w utworze "Kocham wolność", który został wykonany przez Mateusza „Matheo” Schmidta oraz Damiana Ukeje ze ścieżki dźwiękowej do serii Legendy Polskie. Utwór ten doczekał się swojej filmowej wersji. W owym klipie pojawia się diabelski skład: Boruta, Rokita i Marysia, grani przez Tomasza Drabka, Piotra Machalicę oraz Aleksandrę Paleolog.

## Muzeum
Muzeum Diabła Polskiego „Przedpiekle” zbierało ślady diabła polskiego - eksponaty związane z ludowymi wyobrażeniami diabła w polskiej kulturze. Kolekcja ta została stworzona przez Wiktoryna Grąbczewskiego, łęczycko-warszawskiego kolekcjonera, który poświęcił temu swoje życie. Muzeum, znajdujące się przy ul. Bukowińskiej 26, zawierało różnorodne przedmioty, które ilustrują bogatą tradycję folklorystyczną i mitologię polskiego diabła. Wśród nich znajdowały się:
- Obrazy malarza prymitywisty Pawła Wróbla, przedstawiające fantazje na temat sił nieczystych
- Unikalne diabelskie skrzypce, instrument perkusyjny występujący na Warmii i Mazurach, Kaszubach, Kurpiowszczyźnie i w Opolskiem
- Rzeźba „Diabelska kapela” autorstwa Stanisława Pawlika z Sandomierza
- Rzeźba „Boruta w Wielkiej Armii”, przedstawiająca diabła Borutę służącego w wojskach napoleońskich
- Rzeźba „Boruta Ognik, pan na Łęczyckich Błotach”.

Muzeum przyciągało zarówno turystów, jak i lokalnych mieszkańców, którzy pragną zgłębić tajemnice i legendy związane z postacią diabła w polskim folklorze. Kolekcja Grąbczewskiego, licząca ponad 1200 eksponatów, stanowiła cenne źródło informacji na temat różnorodnych wyobrażeń i ról przypisywanych diabłu w polskiej kulturze ludowe. Po śmierci założyciela w 2023 roku muzeum zlikwidowano.